# Сент Хедвиг (Тексас)
Сент Хедвиг (енгл. St. Hedwig) град је у америчкој савезној држави Тексас. По попису становништва из 2010. у њему је живело 2.094 становника.

## Демографија
Према попису становништва из 2010. у граду је живело 2.094 становника, што је 219 (11,7%) становника више него 2000. године.
| Група             | 2000.         | 2010.         |
| Белци             | 1.595 (85,1%) | 1.689 (80,7%) |
| Афроамериканци    | 54 (2,9%)     | 56 (2,7%)     |
| Азијати           | 4 (0,2%)      | 3 (0,1%)      |
| Хиспаноамериканци | 194 (10,3%)   | 313 (14,9%)   |
| Укупно            | 1.875         | 2.094         |